# アンドレイ・オクンコフ

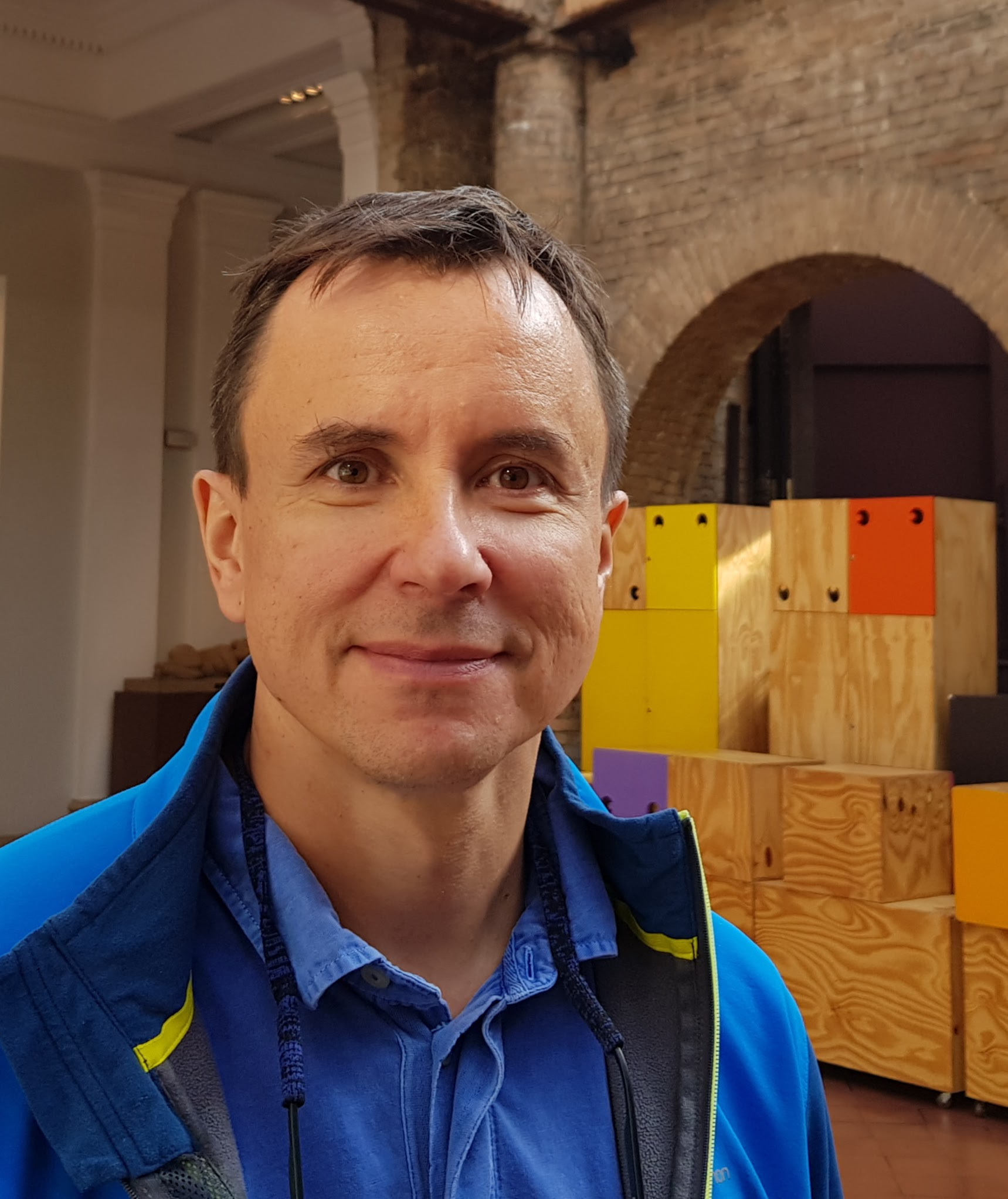
アンドレイ・オクンコフ（2018）

アンドレイ・オクンコフ（Andrei Okounkov, 1969年7月26日 - ）はロシアの数学者、コロンビア大学教授。モスクワ出身。

## 略歴
1995年にモスクワ大学で博士号取得。シカゴ大学、カリフォルニア大学バークレー校、プリンストン大学を経て現職。2004年、ヨーロッパ数学会賞を受賞。2006年、フィールズ賞受賞。
専門は組み合わせ論、表現論。業績としてWitten予想の別証明、Olshanski予想の解決、Baik-Deift-Johansson予想の解決、Gopakumar-Marino-Vafa公式の証明、曲線の局所Donaldson-Thomas理論、Nekrasov予想の解決。